# کلییروتر (مینه‌سوتا)
کلییروتر، مینه‌سوتا (به انگلیسی: Clearwater, Minnesota) یک شهر در ایالات متحده آمریکا است که در مینه‌سوتا واقع شده‌است.

## خصوصیات
کلییروتر ۴٫۴۰ کیلومترمربع مساحت و ۱٬۷۳۵ نفر جمعیت دارد و ۲۹۴ متر بالاتر از سطح دریا واقع شده‌است.